# Hernán Oliva
Hernán Oliva (Valparaíso, 4 de julio de 1913 - Buenos Aires, 17 de junio de 1988) fue un violinista de jazz y tango chileno, que realizó su carrera musical en Argentina.

## Biografía
Nació el 4 de julio de 1913 en Valparaíso, Chile. Comenzó sus estudios de violín a los 8 años, en medio de una familia de no músicos (su padre era político, posiblemente Daniel Oliva, integrante de los llamados «señores del salitre» y su madre, ama de casa), llegando a dominarlo rápidamente.
Hacia 1927 ingresó a la orquesta de Ernesto Davagnino. Su padre, quien había elegido para él la carrera de leyes, al enterarse de que Hernán solo quería dedicarse a la música, lo conmina a elegir o ser desheredado. Hernán, de carácter bohemio, elige la música y es expulsado del hogar. Hacia 1935 cruzó a Mendoza. Trabajó pocos meses en la radio LV10 de Cuyo, con su orquesta.
Migró hacia Buenos Aires, donde vivía Luis Davagnino, hermano de Ernesto, también músico, quien lo recibe en su casa luego de encontrarlo silbando de esquina en esquina de la calle Alsina una tonada que sabía que Luis reconocería. Le consiguió trabajo como acompañante de Betty Caruso y Fanny Loy, en Radio Belgrano. El 15 de septiembre ingresó a la orquesta de René Cóspito, haciendo los bailables de Radio Belgrano y el té en Gath y Chaves.
Hacia 1940 pasó al grupo que tocaba en la boite La Chaumiere, con Enrique «Mono» Villegas en piano, David Washington en trompeta, y el inglés Phillips en saxo.
Al año siguiente pasó a la orquesta de Oscar Alemán. Disputas musicales y económicas terminaron con una reyerta, que los separó definitivamente.
Hacia 1944 ingresó a trabajar con los Cotton Pickers de Ahmed Ratip. En este año graba junto al contrabajista Louis Vola del Quinteto Hot Swing de Francia juntos a los músicos se encontraba Luis Silva Guitarrista Chileno con el que fundaron el Quinteto Swing Hot de Chile. Luego con Tito Alberti y José Finkel formaron la Jazz Casino, debutando en 1951 en el club Villa Crespo, con Lona Warren como cantante.
De allí pasó al restaurante El Caballito Blanco, tocando lo que viniera. Según declaraba Oliva, la aparición del Club del Clan había desplazado al jazz como música bailable y, por lo tanto, comercial.
En sus últimos años, solía rondar por los bares de San Telmo, tocando para quien se lo pidiera, a veces por un vaso de whisky. Muchas veces, los responsables de esos lugares, incapaces de apreciar su enorme talento, ni siquiera apagaban la música ambiental cuando iba a ejecutar, o le decían: «Tocás tres y te vas». En esos tiempos solía interpretar tango, para adecuarse al medio, y lo hacía con gran maestría, pero no dejaba de decir que la música que realmente amaba era el jazz.
Falleció en la madrugada del 17 de junio de 1988, a punto de cumplir 75 años. Apareció tirado en una vereda del barrio de Palermo, abrazado al estuche de su violín. Se encuentra enterrado en el Cementerio de la Chacarita, Buenos Aires, en el Panteón de la Sociedad Argentina de Autores y Compositores de Música (SADAIC).

## Discografía
Editados por Discos Redondel:
- Quinteto de Hernán Oliva (SL 10504)
- El paso del tigre (SL 10510)
- Me vuelves loco (SL 10512)
- El violín del jazz (SL 10523)
- Nieblas del Riachuelo (L 811)
- El mundo espera la salida del sol (SL 10518)